# Пирамида (Казань)
Культурно-развлекательный комплекс «Пирамида» (тат. «Пирамида» үзәгендәге мәдәни-күңел ачу комплексы) — общественный центр в Казани, выполненный в виде пирамиды. Уникальный в России и один из немногих в мире современных крупных объектов подобной формы и одна из современных и знаковых достопримечательностей города как в плане архитектуры, так и функциональности. Крупнейший культурно-развлекательный центр в Поволжье.

## Расположение
КРК «Пирамида» располагается в историческом центре, Вахитовском районе Казани, в непосредственной близости от Казанского Кремля у площади Тысячелетия и конца канала Булак между началами улиц Лево-Булачная и Московская. В шаговой доступности находятся станция метро «Кремлёвская» и главный железнодорожный вокзал. Рядом находится остановка нескольких маршрутов троллейбусов и автобусов.
По мнению некоторых экспертов, политиков и горожан, здание КРК «Пирамида» не органично вписывается в облик исторического центра города, по мнению других, — напротив, удачно перекликается с ближайшими гранёными Спасской и Дозорной башнями Кремля и пирамидой Храма-памятника павшим при взятии Казани на реке Казанка неподалёку, а также вместе с уже существовавшим другим современным зданием необычной формы «летающей тарелки» Казанского цирка и Центральным стадионом между ними формирует современный архитектурный ансамбль площади Тысячелетия по другую сторону от выходящего на неё Кремля.

## Проект
В 1996 году начались проектные работы по объекту «Пирамида», позиционировавшемуся как первый современный культурно-развлекательный комплекс города. В декабре 1997 года началось строительство первых объектов комплекса, в декабре 1998 года — его корпуса, в основание которого в июне 1998 года была заложена капсула с посланием к потомкам. В 2002 году состоялось торжественное открытие КРК «Пирамида» с концертом и лазерно-световым шоу с участием президента Татарстана М. Ш. Шаймиева и экс-президента России Б. Н. Ельцина. Шаймиев назвал «Пирамиду» «символом наших устремлений», Ельцин заявил, что «как сам строитель по профессии, побывавший в 60 странах, ничего подобного казанской „Пирамиде“ не встречал».
Авторами проекта являются одни из ведущих современных архитекторов Казани Виктор и Гульсинэ Токаревы.
КРК «Пирамида» вместе с рядом расположенной гостиницей «Мираж» построены холдингом «ТАИФ» в порядке одного из первых в городе крупных проектов частного инвестирования. Стоимость сооружения КРК «Пирамида» составила около 43 миллионов долларов.
КРК «Пирамида» и гостиница «Мираж» построены на месте планировавшегося крупнейшего в городе кинотеатра «Россия», массивный прямоугольный корпус которого был сооружён в 1980-е годы, пробыл долгое время одним из крупнейших в городе долгостроев, после чего был снесён в 1990-е годы.
Здание высотой 31,5 метр и общей площадью 14400 м² вмещает 2500 гостей и имеет семь уровней. Двухуровневый главный концертный зал площадью 1375 м² с равнораспространяющейся во всех точках акустикой рассчитан на 1130 зрителей, его основной нижний уровень является трансформируемым (кресельные ряды могут формировать различные компоновки и убираться), второй балконный уровень выполнен в виде шести больших лож-отсеков, а также трансформируемая сцена имеет ширину около 10 метров и высоту около 5 метров. Здание имеет мощную автономную энерготепловую станцию и высокую степень автоматизации.
Архитектурные элементы внешнего вида и интерьера здания исполнены в стиле хай-тек. Здание широко остеклено вдоль рёбер тёмно-синими тонированными поверхностями, имеет панорамный внешний лифт до высоты 22 метра. Ночная подсветка здания включает также мощные лучи-прожекторы, бьющие вверх в разные стороны, формируя перевёрнутую виртуальную пирамиду. Высокая труба энерготепловой станции стилизована под стелу с факелом, вентиляционные выходы — под небольшие пирамиды.
В фойе над многоуровневым ниспадающим фонтаном установлена скульптура, символизирующая одновременно египетскую священную кошку и национальный татарстанский символ Ак Барс. В переходах ко второму уровню зала и ресторану устроены стеклянные полы с экспозицией исторических национальных татарских украшений и предметов быта.

## Функции
В КРК «Пирамида» проводятся официально-государственные, культурно-общественные и соревновательно-спортивные важные мероприятия городского, республиканского, российского и мирового уровня, такие как саммиты исламского бизнеса и финансов, саммит местных властей 2005, ежегодный международный кинофестиваль «Золотой минбар»— Казанский кинофестиваль, Всемирный конгресс татар, Чемпионат мира по фитнесу и бодибилдингу 2012, международный турнир по бильярду «Свободная пирамида», этапы и фестивали российских соревнований КВН и Что? Где? Когда?, международный эстрадный фестиваль «Татар жыры», российский межвузовский фестиваль, республиканские конкурсы «Мисс Татарстан», «Руководитель года», детского и молодёжного эстрадного искусства «Созвездие-Йолдызлык», республиканские фестивали невест, миссис, студентов и т. д.
Также в КРК «Пирамида» проходят ведомственно-отраслевые конгрессы, конференции, презентации, банкеты и прочие мероприятия, такие как татарстанский праздник урожая, всероссийский съезд страховщиков, конгресс региональных и национальных СМИ России, международный конгресс нефтегазопромышленников, международный Менделеевский съезд по общей и прикладной химии, республиканские конкурсы медиков «Белые цветы», учителей и «50 лучших инновационных идей Татарстана», международная юбилейная научно-практическая конференция «Передовые технологии и перспективы развития ОАО „Казаньоргсинтез“» и т. д. Во время празднования Тысячелетия города и саммита президентов СНГ в 2005 году КРК «Пирамида» был местом столования и банкетов первых лиц, и в другое время так же (наряду с ГТРК «Корстон») часто является местом неофициальной части важных официальных мероприятий.
В КРК «Пирамида» выступают с концертами мировые и российские звёздные группы и исполнители, проходят показы мод и прочие шоу-программы. В связи с тем, что здесь выступают звёзды высшего эшелона,
В здании действуют также рекреационные и спортивные заведения: ночной клуб, фитнес-клуб, салон красоты, лаундж-бар, панорамный двухуровневый ресторан на 120 человек (под стеклянной верхушкой пирамиды), кафе, офис банка «Аверс», а также студия телерадиокомпании «Новый Век».
Под зданием располагается подземный автопаркинг, перед ним — автозаправка «ТАИФ-НК», рядом со зданием — открытая автостоянка на 150 машиномест. Все внешние подходы и внутренние помещения здания имеют пандусы, лифты и прочие приспособления для людей с ограниченными физическими возможностями. Участники ряда проводимых в КРК мероприятий проживают в расположенной рядом главной 5-звёздочной гостинице города «Мираж».

## Достижения
Российской академией художеств в 2004 году вручены серебряные медали архитекторам Токаревым за проектирование комплекса и главному советнику генерального директора ОАО «ТАИФ» Радику Шаймиеву (сын первого президента Татарстана) за авторскую идею и строительство комплекса.
Архитекторы Токаревы за создание комплекса получили звание «Заслуженный архитектор Республики Татарстан», а Гульсинэ Токарева позже стала также «Заслуженным архитектором Российской Федерации».